# Svatý rok 2000
Svatý rok 2000 (24. řádné univerzální jubileum) nazývaný též Velké jubileum 2000 byl připraven apoštolským listem Tertio millenio adveniente Jana Pavla II. a znamenal oslavu vstupu do 21. století. Trval od Štědrého dne 24. prosince 1999 až do Epifanie 6. ledna 2001. Jeho motto bylo: Kristus včera, dnes i na věky (latinsky Christus heri, hodie, semper). Stejně jako o předchozích Svatých rocích se jednalo o oslavu Božího milosrdenství a o odpuštění hříchů a trestů za hříchy. Hlavní inovací tohoto jubilejního roku bylo přidání některých speciálních výročních oslav pro určité skupiny osob, a že se Velké jubileum slavilo nejen v Římě, ale i ve Svaté zemi (v Izraeli) a jiných částech světa. Tato inovace, protože všichni mohli putovat do Říma, bývá nazývána místními Svatými roky.

## Přípravná část
Přípravy na Velké jubileum začaly, když papež Jan Pavel II. vydal 10. listopadu 1994 svůj apoštolský list Tertio Millennio adveniente (Přiblížílo se třetí tisíciletí).
V listu vyzval církev ke tříletému období intenzivních příprav na oslavu třetího křesťanského tisíciletí.
- rok 1997 byl charakterizován objevováním 2. Božské osoby – Ježíše Krista,
- rok 1998 byl zaměřen meditací na 3. Božskou osobu – Ducha Svatého,
- rok 1999 byl zaměřen meditací na 1. Božskou osobu – Boha Otce.

Každý rok byl navíc doprovázen zvláštní modlitbou k Panně Marii.
Formální svolání Svatého roku 2000 se uskutečnilo skrze papežskou bulu Incarnationis mysterium (Tajemství vtělení) z 29. listopadu 1998.
V bude papež naznačuje svůj úmysl, který měl již na začátku svého pontifikátu, dovést církev do Velkého jubilea 2000. Vysvětluje, že jubileum je šancí otevřít nové obzory pro hlásání Božího slova. Nicméně ho chápe také jako čas pokání, jak pro jednotlivce, tak i pro celou církev. Navíc trvá na ekumenickém charakteru jubilea, který zahrnuje nejen katolíky, ale i všechny křesťany a celý svět.
Různé římské kostely a baziliky využily přípravy na jubilejní výročí k provedení dlouhodobých a nutných opravy. Také fasáda svatopetrské baziliky se na několik měsíců ocitla pod lešením a došlo k opatrnému odstranění nečistot, které vznikly v průběhu staletí. Svatý stolec objednal konstrukci masivního krytého parkoviště pod kopcem Gianicolo, s cílem zajistit místo pro všechny autobusy poutníků. Úprava parkoviště byla zablokována na určitý čas objevem mozaik, datovaných do císařského období, které se nacházely pod Gianicolem. Tyto mozaiky byly z parkoviště přemístěny tak, aby mohlo být parkování v době Velkého jubilea umožněno.

### Hymna

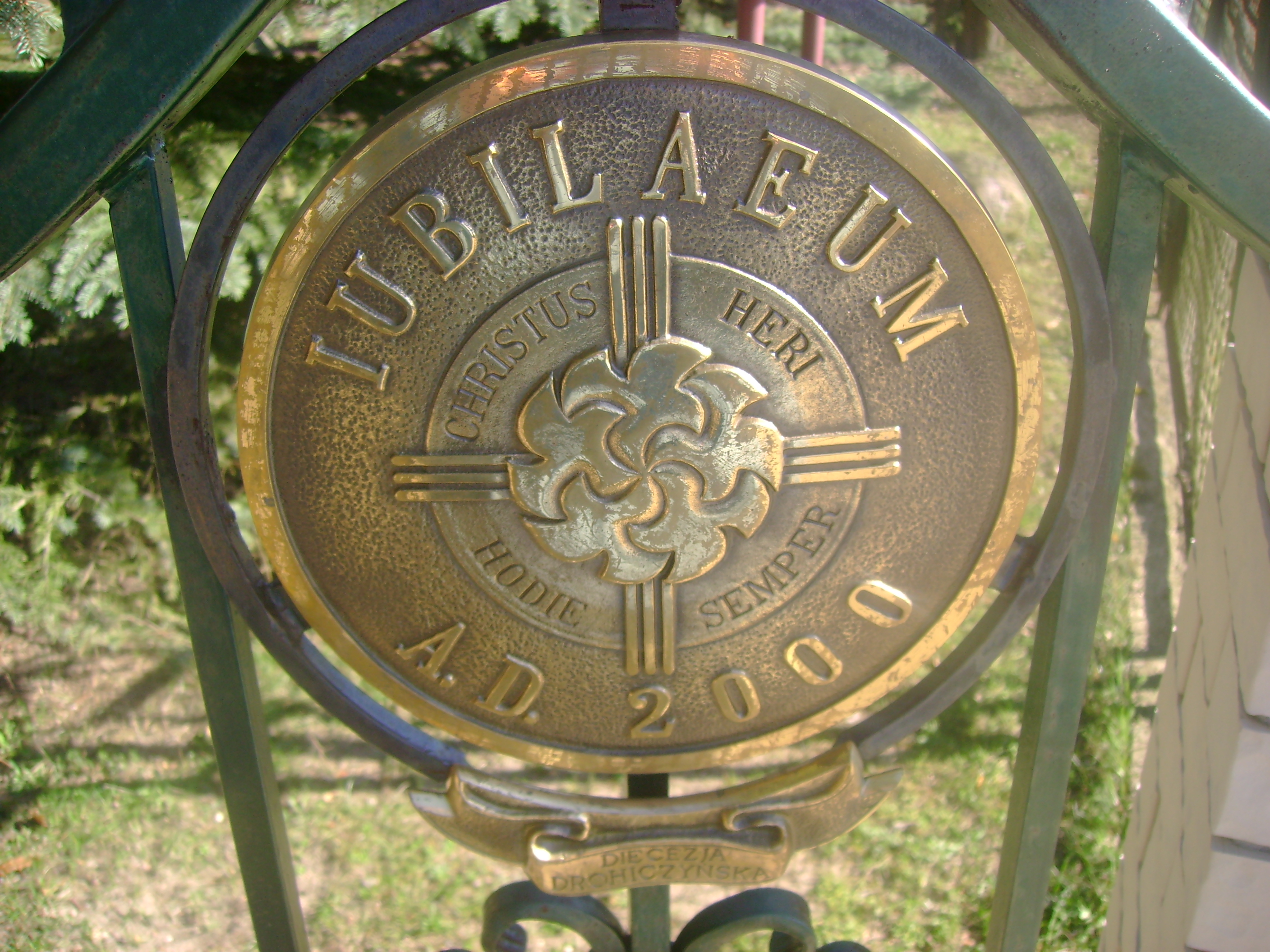
Logo jubilejního roku 2000

Oficiální hymnu Velkého jubilea Gloria a te Cristo Gesù, kterou složil Jean-Paul Lécot, nazpíval a poprvé na veřejnosti prezentoval Andrea Bocelli. Zpívatelné překlady byly připraveny pro řadu národních jazyků, včetně češtiny (Kriste náš, včera i dnes).

### Logo
Logo Jubilea bylo vybráno na základě veřejné soutěže, kterou v roce 1996 vyhrála Emanuela Rocchi (narozená v roce 1974 v Římě), v té době studentka umělecké školy Arte della Medaglia spadající pod Istituto Poligrafico e Zecca dello Stato. Symbolizuje pět stylizovaných barevných holubic sloučených do jednoho celku (zastupujících pět světových kontinentů) položených na barevném kříži, světle modrý kruh pak zastupuje vesmír. Kolem znaku se nachází motto Jubilejního roku: Christus heri, hodie, semper, které je doplněno nápisem Iubilaeum AD 2000 (česky Jubileum Léta Páně 2000).

## Jubilejní odpustky
Po zveřejnění buly následoval dokument apoštolské penitenciárie, který stanovoval podmínky pro přejetí odpustků Velkého jubilea. Ve srovnání s předcházejícími Svatými roky byly podmínky pro získání odpustků zjednodušeny. Obvyklé podmínky jsou:
- zpověď,
- přijetí eucharistie,
- modlitba za papeže
- a zřeknutí se náklonnosti k hříchu.

Tyto obvyklé podmínky zůstaly beze změny, ale na rozdíl od předchozích výročí Svatých roků postačovala pouze návštěva jedné z bazilik za jeden den.

### V Římě
Odpustky mohly být získány v Římě při návštěvě jedné ze čtyř patriarchálních bazilik:
- Sv. Petra (San Pietro),
- Sv. Jana v Lateránu (San Giovanni in Laterano),
- Sv. Marie Větší (Santa Maria Maggiore),
- Sv. Pavla za hradbami (San Paolo Fuori le Mura).

Ke čtyřem patriarchálním bazilikám přibyla ještě možnost návštěvy:
- Svatyně Panny Marie, Matky Božské lásky (Santuario della Madonna del Divino Amore),
- Bazilika svatého Vavřince za hradbami (Basilica Papale di San Lorenzo fuori le Mura),
- návštěva římských křesťanských katakomb.

Během návštěvy se musel poutník účastnit slavení eucharistie nebo strávit alespoň půl hodiny při eucharistické adoraci.

### Ve Svaté zemi
Ve Svaté zemi mohl poutník získat odpustky když navštívil:
- Chrám Božího hrobu v Jeruzalémě,
- Chrám Narození Páně v Betlémě,
- Bazilika Zvěstování v Nazaretě.

### V jiných zemích

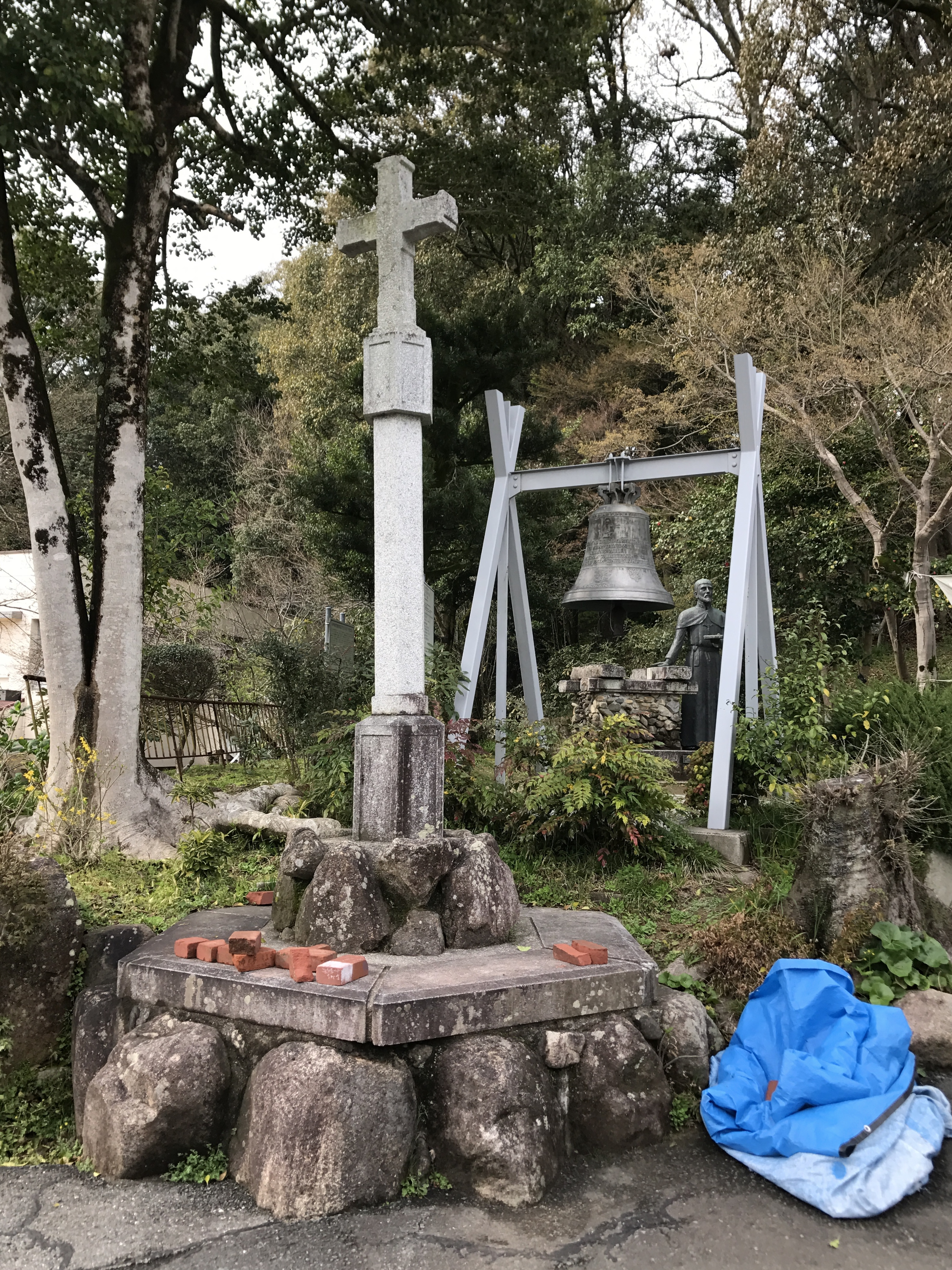
Velký jubilejní zvon u kostela sv. Františka Xaverského (Jamaguči, Japonsko)

Velké jubileum 2000 bylo slaveno ve všech diecézích po celém světě. Při návštěvě katedrály, nebo kostela či svatyně označené diecézním biskupem bylo možné získat také jubilejní odpustky. Klauzurovaní řeholní bratři a sestry mohli získat odpustky Velkého jubilea ve svých kaplích. A konečně bylo možné odpustky získat i prostřednictví osobních obětí nebo charitativní činností. Za osobní oběti se považovalo i přestat kouřit či nepít alkohol alespoň jeden den, nebo věnovat dar na pomoc chudým. Všechny tyto úkony však byly samozřejmě spojeny s předchozími podmínkami.

## Průběh
Velké jubileum charakterizováno tematickými oslavami každý týden během celého roku. V bazilice svatého Petra se konaly každý večer mše svaté k oslavě jubilea, často za účasti papeže. Téměř každou neděli probíhalo slavení některého sektoru společenského života s papežem.

### Otevření

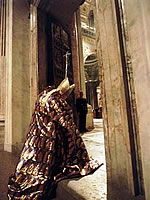
Jan Pavel II. při otevření Svaté brány Jubilea 2000

Papež zahájil jubileum otevřením Svaté brány svatopetrské baziliky pár okamžiků před půlnoční mší 24. prosince 1999. Jinak jsou Svaté brány římských patriarchálních bazilik uzavřeny. U příležitosti Svatého roku papež otevírá Svatou bránu jako symbol otevření brány milosti. Poutníci mohou tyto milosti během Svatého roku získat, když projdou takovou Svatou bránou. Po většinu roku tak vznikají před Svatými branami dlouhé fronty poutníků.
Jan Pavel II. oproti předchozím Svatým rokům výrazně zjednodušil rituál otevření Svaté brány. Po sérii modliteb a církevních zpěvů se papež rukama opřel od dveře, které pak jeho asistenti rozevřeli dokořán. Papež pak poklekl na prahu baziliky a modlil se držíce v ruce svůj stříbrný papežský pontifikální kříž.
Svatou bránu v bazilice sv. Jana v Lateránu otevřel Jan Pavel II. následující den, a v Santa Maria Maggiore 1. ledna 2000.

### Ekumenická bohoslužba v bazilice svatého Pavla za hradbami
Čtvrtá Svatá brána, která je v bazilice sv. Pavla za hradbami, byla otevřena 18. ledna 2000, čímž byl slavnostně zahájen také Týden modliteb za jednotu křesťanů. Na oslavu otevření brány papež naplánoval ekumenickou službu, vyzval k účasti představitele všech křesťanských náboženství. Pozvání přijalo dvaadvacet předních zástupců křesťanských církví společně s reprezentanty Světové rady církví, což představuje dohromady 337 křesťanských denominací.
Otevření Svaté brány provedli, společně s papežem, metropolita Athanasius, zástupce Ekumenického patriarchy patriarchy a George Carey, arcibiskup z Canterbury. Všichni tři poklekli na práh baziliky a spojili se v modlitbě. Liturgie obsahovala jak biblická čtení, tak i čtení textů luteránského mučedníka Dietricha Bonhoeffera a ruského teologa Georgije Florovského.

### Modlitba za odpuštění hříchů církve
Jednou z nejslavnějších bohoslužeb Svatého roku byl „Den odpuštění“, který se konal 12. března 2000, první neděli postní. Zde papež prosil Boha za odpuštění hříchů spáchaných příslušníky církve, a zejména hříchy spáchané ve jménu církve.
Sedm vysokých představitelů papežské kurie přečetlo zvláštní modlitby za odpuštění ve specifických oblastech. První z nich, beninský kardinál Bernardin Gantin, děkan kolegia kardinálů, učinil obecné vyznání hříchů křesťanů v průběhu dějin. Kardinál Joseph Ratzinger, prefekt Kongregace pro nauku víry, vyzval k přiznání chyb při užívání „neevangelizačních metod“ ve službě víry, například při inkvizici. Kardinál Roger Etchegaray, prezident Ústřední komise pro Svaté roky, vybízel k vyznání hříchů, které způsobily rozdělení mezi křesťany; kardinál Edward Idris Cassidy, předseda Papežské rady pro jednotu křesťanů, uznal chyby spáchané proti „lidu Smlouvy“ – Židům; a japonský arcibiskup Stephen Fumio Hamao, předseda Papežské rady pro pastoraci migrantů a lidí mimo domov, zmínil hříchy spáchané proti lásce, míru, právům národů, respektování kultur a náboženství. Nigerijský kardinál Francis Arinze, předseda Papežské rady pro mezináboženský dialog, požádal o vyznání hříchů, které zraňují důstojnost ženy a jednotu lidstva. A konečně, vietnamský arcibiskup Phanxicô Xaviê Nguyễn Văn Thuận, předseda Papežské rady pro spravedlnost a mír, vyzval k vyznání hříchů v oblasti základních práv lidské osoby: zneužívání dětí, marginalizaci chudých, ničení nenarozených plodů v těle matky nebo jejich využití pro experimenty.
Toto mea culpa církve bylo široce aplaudováno, ale někteří členové katolické církve pocit, že zašlo příliš daleko, a že poškodilo její nauku, že církev je svatá. K tomu uvedl, při modlitbě Anděl Páně, na sklonku dne, že takový úkon byl nutný. „Svatý rok je doba očištění: Církev je svatá, protože Kristus je její hlava a snoubenec, Duch je její oživující duší, a Blahoslavená Panna a svatí jsou jejím nejautentičtějším výrazem. Nicméně, děti církve znají realitu hříchu jejíž stíny se v ní odrážejí a zatmavují její krásu. Z tohoto důvodu církev nepřestává prosit Boha o odpuštění za hříchy svých členů.“